# NXT TakeOver: Portland
NXT TakeOver: Portland foi o 28º evento de luta livre profissional NXT TakeOver produzido pela WWE. Foi realizado exclusivamente para lutadores da marca NXT. O evento foi ao ar exclusivamente na WWE Network e aconteceu em 16 de fevereiro de 2020, no Moda Center em Portland, Oregon. Foi o primeiro NXT TakeOver a ser realizado em um domingo. Este também foi o último evento TakeOver realizado antes do início da pandemia do COVID-19, que começou a afetar toda a programação da WWE em meados de março. Também foi o último evento do NXT a ocorrer fora da Flórida até o NXT Stand & Deliver em abril de 2022, já que os episódios e eventos a seguir ocorreram na Flórida como resultado da pandemia.
Seis lutas foram disputadas no evento. No evento principal, Adam Cole derrotou Tommaso Ciampa para reter o Campeonato do NXT. Na penúltima luta, os vencedores do Dusty Rhodes Tag Team Classic The BroserWeights (Matt Riddle e Pete Dunne) derrotaram The Undisputed Era (Bobby Fish e Kyle O'Reilly) para ganhar o Campeonato de Duplas do NXT. Em outras lutas de destaque, Rhea Ripley manteve o Campeonato Feminino do NXT contra Bianca Belair, Keith Lee derrotou Dominik Dijakovic para manter o Campeonato Norte-Americano do NXT e Finn Balor derrotou Johnny Gargano na luta de abertura.

## Produção
TakeOver foi uma série de shows de luta livre profissional que começou em maio de 2014, quando a marca NXT da WWE realizou seu segundo evento exclusivo da WWE Network, anunciado como TakeOver. Nos meses seguintes, o apelido "TakeOver" se tornou a marca usada pela WWE para todos os seus especiais ao vivo do NXT. TakeOver: Portland foi programado como o 28º evento NXT TakeOver e o primeiro a ser realizado em um domingo – os eventos TakeOver anteriores foram todos realizados aos sábados. O evento foi realizado em 16 de fevereiro de 2020, no Moda Center e recebeu o nome da cidade de Portland, Oregon.

### Histórias
O card apresentou lutas que resultaram de enredos roteirizados, em que os lutadores retratam heróis, vilões ou personagens menos distinguíveis para criar tensão e culminar em uma luta ou série de lutas, com resultados predeterminados pelos escritores da WWE na marca NXT, enquanto os enredos são produzido em seu programa de televisão semanal, NXT.
No episódio de 15 de janeiro do NXT, Bianca Belair venceu uma batalha real para ganhar uma luta pelo Campeonato Feminino do NXT contra Rhea Ripley no TakeOver: Portland.
No episódio de 18 de dezembro de 2019 do NXT, foi anunciado que haveria o Dusty Rhodes Tag Team Classic. O torneio começou no episódio de 8 de janeiro da NXT . No Worlds Collide, foi revelado que o vencedor do torneio receberia uma luta pelo Campeonato de Duplas do NXT no Takeover: Portland. As finais do torneio aconteceram no episódio de 29 de janeiro do NXT, que viu os The BroserWeights (Matt Riddle e Pete Dunne) derrotarem os Grizzled Young Veterans (James Drake e Zack Gibson) para ganharem uma luta contra The Undisputed Era (Bobby Fish e Kyle O'Reilly) pelos títulos.
Durante a luta WarGames feminina no TakeOver: WarGames, Dakota Kai atacou sua companheira de equipe Tegan Nox quando Kai estava saindo de sua gaiola, tornando-se uma heel. No episódio de 15 de janeiro do NXT, Kai eliminaria Nox (que retornou após um curto hiato devido a uma lesão em kayfabe) durante a batalha real.  Devido à animosidade entre Kai e Nox, as duas se enfrentaram em uma luta em 29 de janeiro no episódio do NXT, que Nox venceu após atacar Kai com sua joelheira. Mais tarde, uma revanche entre as duas foi marcada e feita como uma street fight no TakeOver: Portland.

## Evento
| Função:                   | Nome:            |
| ------------------------- | ---------------- |
| Comentaristas em inglês   | Mauro Ranallo    |
| Comentaristas em inglês   | Nigel McGuinness |
| Comentaristas em inglês   | Beth Phoenix     |
| Comentaristas em espanhol | Carlos Cabrera   |
| Comentaristas em espanhol | Jerry Soto       |
| Anunciadores de ringue    | Alicia Taylor    |
| Árbitros                  | Drake Wuertz     |
| Árbitros                  | Darryl Sharma    |
| Árbitros                  | DA Brewer        |
| Entrevistadora            | Cathy Kelley     |
| Painel do pré-show        | Charly Caruso    |
| Painel do pré-show        | Sam Roberts      |
| Painel do pré-show        | Mansoor          |

### Lutas preliminares
O evento começou com Keith Lee defendendo o Campeonato Norte-Americano do NXT contra Dominik Dijakovic. A luta começou quente quando Lee executou um hurricanrana em Dijakovic para uma ovação massiva. A luta tornou-se um caso difícil a partir de então. Lee mais tarde aplicaria três Grizzly Magnums em Dijakovic do lado de fora, que foram ouvidos por toda a arena. Dijakovic se recuperaria realizando um Superkick e um Springboard Swanton Bomb em Lee do lado de fora. Depois de alguns quase finalizadores, Lee acertou uma Spirit Bomb em Dijakovic que fez o kick out. Lee então acertaria outra Spirit Bomb para outro kick out de Dijakovic. Dijakovic tentou aplicar um Feast Your Eyes, mas suas costas cederam, permitindo a Lee realizar um Big Bang Catastrophe em Dijakovic para reter o título. Após a luta, os dois demonstraram respeito um pelo outro.
A luta seguinte foi a Street Fight entre Tegan Nox e Dakota Kai. As duas usaram armas diferentes durante toda a luta, como cadeiras, latas de lixo, um laptop e um taco de críquete. No final, Nox aplicou em Kai um Shiniest Wizard. Nox tinha Kai apoiado em uma mesa com uma cadeira enrolada no pescoço de Kai. De repente, Raquel Gonzalez fez sua primeira aparição na WWE desde o Mae Young Classic, e jogou Nox na mesa, permitindo que Kai fizesse o pin em Nox para a vitória.
Em seguida foi a luta entre Johnny Gargano e Finn Bálor. Durante a luta, Gargano atacou Balor e acertou um Slingshot Spear e Bálor fez o kick out. Enquanto isso, Gargano tentou um Slingshot DDT, então Balor escapou e acertou uma joelhada. No final, depois que Gargano aplicou shotgun dropkick em Balor na barricada, Balor se recuperou e aplicou em Gargano um shotgun dropkick. Balor então seguiu com um Coup de Grace e um 1916 para a vitória.
Em seguida foi a luta pelo Campeonato Feminino do NXT que colocou a atual campeã, Rhea Ripley, contra a desafiante, Bianca Belair. No final, Ripley atingiu Belair com um Riptide para reter. De repente, Charlotte Flair, a vencedora do Royal Rumble 2020, atacou Ripley e Belair, aceitando o desafio de Ripley para uma luta pelo Campeonato Feminino do NXT na WrestleMania 36.
A penúltima luta foi The Undisputed Era (Bobby Fish e Kyle O'Reilly) contra os vencedores do Dusty Rhodes Tag Team Classic, The BroserWeights (Matt Riddle e Pete Dunne), pelo Campeonato de Duplas do NXT. Esta luta foi preenchida com muitos golpes de alto risco e ação física das equipes. Perto do final, Riddle acidentalmente aplicou um Spear em  Dunne. O'Reilly e Fish então capitalizaram acertando Dunne com um Chasing the Dragon mas Dunne conseguiu o kick out. Riddle jogou O'Reilly no Enzuigiri de Dunne para dar a Riddle e Dunne a vitória e os títulos.

### Evento principal
O evento principal foi a tão esperada luta pelo Campeonato do NXT entre Adam Cole e Tommaso Ciampa. Não muito depois do início da luta, Cole executou um Wheelbarrow suplex em Ciampa na mesa de transmissão com o pescoço para baixo. Eventualmente, Ciampa se opôs a um Panama Sunrise elevado e atingiu um Air Raid Crash top-rope em Cole que conseguiu o kick out. Ciampa então aplicou em Cole dois powerbombs na mesa dos comentaristas espanhóis. Após um superkick de Cole e um laço massive lariant de Ciampa, Ciampa aplicou um Project Ciampa em Cole para outro kick out. Cole depois aplicou um suicide dive, mas Ciampa o pegou com um rocket launcher. Cole então atingiu um Draping Piledriver e um Kneecap Brainbuster mas Ciampa fez o kick out. Cole então aplicou o Last Shot, mas Ciampa rolou antes que ele pudesse fazer o pin. Ciampa então aplicou em Cole outro Air Raid Crash no ringue, mas Cole seguiu com o Panama Sunrise no chão. Enquanto Cole estava voltando para o ringue, Ciampa o surpreendeu com um Willow's Bell e então atingiu o Fairytale Ending para o kick out de Cole. Logo depois, o resto da Undisputed Era interferiu, mas Ciampa tirou todos os membros com um slingshot corkscrew. Cole, no entanto, aplicou três superkicks e um segundo Last Shot para um kick out. Cole então empurrou Ciampa para o árbitro e acertou um golpe baixo em Ciampa, mas Ciampa se recuperou com um golpe baixo de sua autoria e acertou um Fairytale Ending, mas não havia árbitro para contar o pinfall. De repente, Johnny Gargano voltou e disse a Ciampa para usar o Campeonato do NXT como uma arma. Depois de alguns segundos, Gargano se virou e acertou Ciampa na cabeça com o título, tornando-se heel para o choque de todos na platéia. Cole então cobriu o inconsciente Ciampa para vencer a luta e reter o título.

## Depois do evento
Devido à pandemia de COVID-19, a WWE mudou muitos de seus próximos shows, incluindo a WrestleMania 36, para o WWE Performance Center em Orlando, Flórida, sem fãs presentes. Isso começou com os episódios de 13 de março do SmackDown e 205 Live. A Cerimônia do Hall da Fama da WWE também foi adiada.  O próximo evento da NXT, TakeOver: Tampa Bay, também foi adiado, mas acabou cancelado; lutas programadas e planejadas para o evento foram transferidas para episódios do NXT, começando em 1º de abril. De 21 a 26 de março, a WWE gravou vários episódios de seus programas semanais para futuras transmissões, incluindo a WrestleMania (que foi gravado em 25 e 26 de março e depois foi ao ar em 4 e 5 de abril).

## Resultados
| Nº                                          | Resultados                                                                                                  | Estipulações                                           | Tempo |
| ------------------------------------------- | --- | ------------------------------------------------------ | ----- |
| 1                                           | Keith Lee (c) derrotou Dominik Dijakovic                                                                    | Luta individual pelo Campeonato Norte-Americano do NXT | 20:20 |
| 2                                           | Dakota Kai derrotou Tegan Nox                                                                               | Street FIght                                           | 13:24 |
| 3                                           | Finn Bálor derrotou Johnny Gargano                                                                          | Luta individual                                        | 27:22 |
| 4                                           | Rhea Ripley (c) derrotou Bianca Belair                                                                      | Luta individual pelo Campeonato Feminino do NXT        | 13:30 |
| 5                                           | The BroserWeights (Matt Riddle e Pete Dunne) derrotaram The Undisputed Era (Bobby Fish e Kyle O'Reilly) (c) | Luta de duplas pelo Campeonato de Duplas do NXT        | 16:58 |
| 6                                           | Adam Cole (c) derrotou Tommaso Ciampa                                                                       | Luta individual pelo Campeonato do NXT                 | 33:23 |
| (c) – Refere-se aos campeões antes da luta. | |                                                        |       |

### Dusty Rhodes Tag Team Classic
|  | Primeira Rodada NXT (8 e 15 de janero de 2020) | Primeira Rodada NXT (8 e 15 de janero de 2020)               | Primeira Rodada NXT (8 e 15 de janero de 2020) |                                  |                                  | Semifinais NXT (22 de janeiro de 2020) | Semifinais NXT (22 de janeiro de 2020) | Semifinais NXT (22 de janeiro de 2020) |  |  | Final NXT (29 de janeiro de 2020) | Final NXT (29 de janeiro de 2020) | Final NXT (29 de janeiro de 2020) |  |
|  |                                                |                                                              |                                                |                                  |                                  |                                        |                                        |                                        |  |  |                                   |                                   |                                   |  |
|  | 1                                              | Imperium (NXT UK) (Fabian Aichner e Marcel Barthel)          | Pin                                            |                                  |                                  |                                        |                                        |                                        |  |  |                                   |                                   |                                   |  |
|  | 1                                              | Imperium (NXT UK) (Fabian Aichner e Marcel Barthel)          | Pin                                            |                                  |                                  |                                        |                                        |                                        |  |  |                                   |                                   |                                   |  |
|  | 8                                              | The Forgotten Sons (NXT) (Steve Cutler e Wesley Blake)       | 5:08                                           |                                  |                                  |                                        |                                        |                                        |  |  |                                   |                                   |                                   |  |
|  | 8                                              | The Forgotten Sons (NXT) (Steve Cutler e Wesley Blake)       | 5:08                                           |                                  | Imperium (NXT UK)                | Imperium (NXT UK)                      | 11:23                                  |                                        |  |  |                                   |                                   |                                   |  |
|  |                                                |                                                              |                                                |                                  | Imperium (NXT UK)                | Imperium (NXT UK)                      | 11:23                                  |                                        |  |  |                                   |                                   |                                   |  |
|  |                                                |                                                              | The BroserWeights (NXT)                        | The BroserWeights (NXT)          | Pin                              |                                        |                                        |                                        |  |  |                                   |                                   |                                   |  |
|  | 4                                              | The BroserWeights (NXT) (Matt Riddle e Pete Dunne)           | The BroserWeights (NXT)                        | The BroserWeights (NXT)          | Pin                              | Pin                                    |                                        |                                        |  |  |                                   |                                   |                                   |  |
|  | 4                                              | The BroserWeights (NXT) (Matt Riddle e Pete Dunne)           |                                                |                                  |                                  |                                        |                                        |                                        |  |  |                                   |                                   |                                   |  |
|  | 5                                              | Mark Andrews e Flash Morgan Webster (NXT UK)                 | 18:20                                          |                                  |                                  |                                        |                                        |                                        |  |  |                                   |                                   |                                   |  |
|  | 5                                              | Mark Andrews e Flash Morgan Webster (NXT UK)                 | 18:20                                          |                                  | The BroserWeights (NXT)          | The BroserWeights (NXT)                | Pin                                    |                                        |  |  |                                   |                                   |                                   |  |
|  |                                                |                                                              |                                                |                                  |                                  |                                        |                                        |                                        |  |  |                                   |                                   |                                   |  |
|  |                                                |                                                              | Grizzled Young Veterans (NXT UK)               | Grizzled Young Veterans (NXT UK) | 17:39                            |                                        |                                        |                                        |  |  |                                   |                                   |                                   |  |
|  | 2                                              | Grizzled Young Veterans (NXT UK) (James Drake e Zack Gibson) | Grizzled Young Veterans (NXT UK)               | Grizzled Young Veterans (NXT UK) | 17:39                            | Pin                                    |                                        |                                        |  |  |                                   |                                   |                                   |  |
|  | 2                                              | Grizzled Young Veterans (NXT UK) (James Drake e Zack Gibson) |                                                |                                  |                                  |                                        |                                        |                                        |  |  |                                   |                                   |                                   |  |
|  | 7                                              | Time Splitters (NXT) (Kushida e Alex Shelley)                | 12:00                                          |                                  |                                  |                                        |                                        |                                        |  |  |                                   |                                   |                                   |  |
|  | 7                                              | Time Splitters (NXT) (Kushida e Alex Shelley)                | 12:00                                          |                                  | Grizzled Young Veterans (NXT UK) | Grizzled Young Veterans (NXT UK)       | Pin                                    |                                        |  |  |                                   |                                   |                                   |  |
|  |                                                |                                                              |                                                |                                  | Grizzled Young Veterans (NXT UK) | Grizzled Young Veterans (NXT UK)       | Pin                                    |                                        |  |  |                                   |                                   |                                   |  |
|  |                                                |                                                              | The Undisputed Era (NXT)                       | The Undisputed Era (NXT)         | 13:00                            |                                        |                                        |                                        |  |  |                                   |                                   |                                   |  |
|  | 3                                              | Gallus (NXT UK) (Mark Coffey e Wolfgang)                     | The Undisputed Era (NXT)                       | The Undisputed Era (NXT)         | 13:00                            | 8:51                                   |                                        |                                        |  |  |                                   |                                   |                                   |  |
|  | 3                                              | Gallus (NXT UK) (Mark Coffey e Wolfgang)                     |                                                |                                  |                                  |                                        |                                        |                                        |  |  |                                   |                                   |                                   |  |
|  | 6                                              | The Undisputed Era (NXT) (Bobby Fish e Kyle O'Reilly)        | Pin                                            |                                  |                                  |                                        |                                        |                                        |  |  |                                   |                                   |                                   |  |